# Alexander Slotty

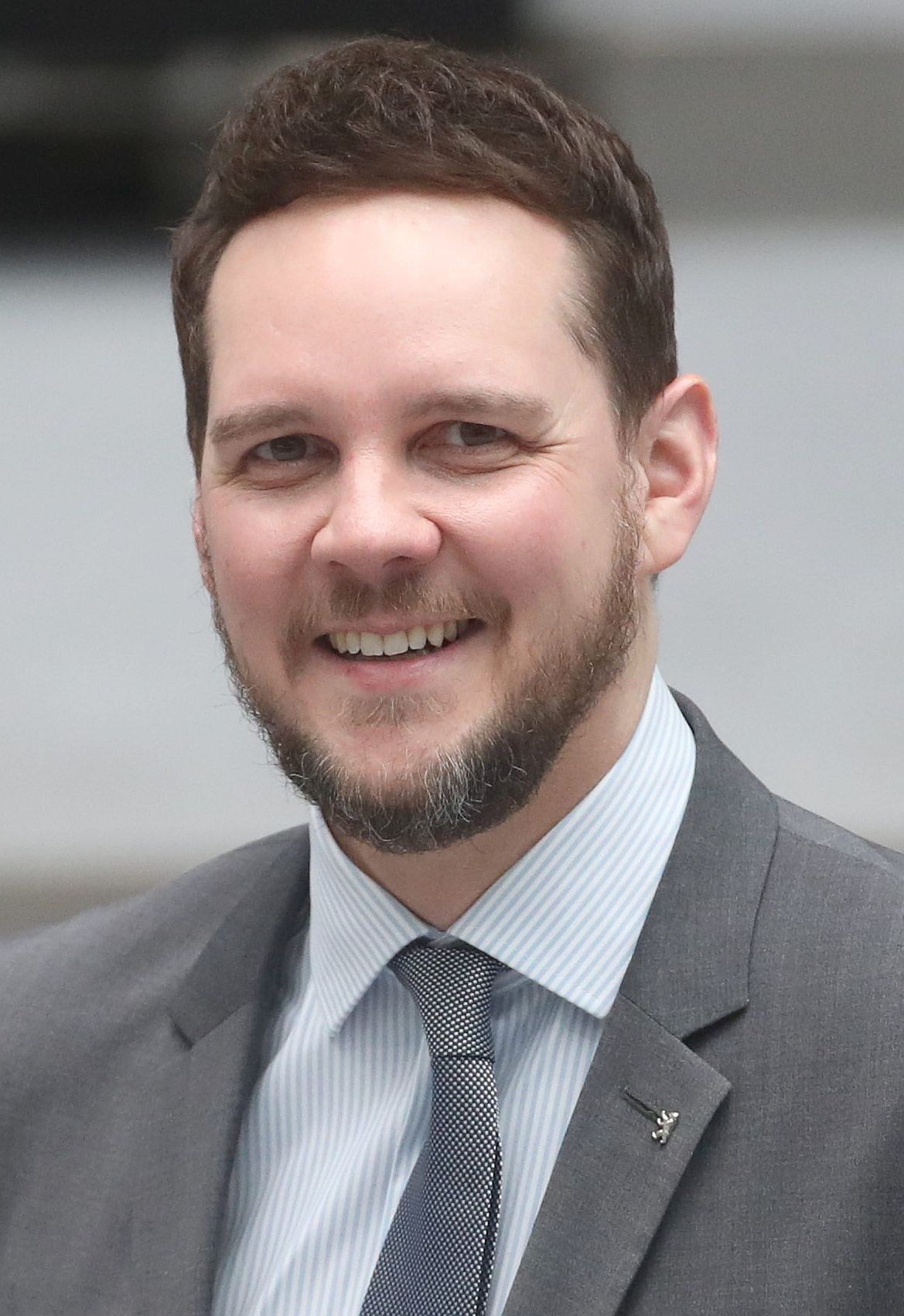
Alexander Slotty, 2025

Alexander Slotty (* 26. Februar 1984 in Wiesbaden) ist ein deutscher Politiker (SPD). Seit April 2023 ist er Staatssekretär für Bauen in der Berliner Senatsverwaltung für Stadtentwicklung, Bauen und Wohnen. Zuvor war er von Dezember 2021 bis April 2023 Staatssekretär für Bildung in der Senatsverwaltung für Bildung, Jugend und Familie in Berlin.

## Leben
Slotty legte 2001 die Fachoberschulreife an der Heinrich-von-Kleist-Schule in Wiesbaden ab. Von 2001 bis 2004 absolvierte er eine kaufmännische Berufsausbildung beim ZDF in Mainz, wo er anschließend bis 2010 als Verwaltungsangestellter tätig war. Von 2006 bis 2009 studierte er berufsbegleitend Betriebswirtschaft an der Verwaltungs- und Wirtschaftsakademie Wiesbaden. Er schloss dieses Studium mit dem Wirtschaftdiplom ab und erlangte zudem 2018 einen Bachelor of Arts in Betriebswirtschaft an der Fachhochschule Südwestfalen.
Von 2010 bis 2013 war Slotty zunächst kaufmännischer Prokurist und dann Aufsichtsratsvorsitzender der Slotty AG in Berlin. In den Jahren 2011 bis 2016 war er in verschiedenen Funktionen u. a. als Geschäftsführer bei der Fröbel-Gruppe beschäftigt. Von 2016 bis 2021 war er für die Volkssolidarität Berlin tätig, zuletzt als Vorstandsvorsitzender. Slotty ist Reserveoffizier der Bundeswehr und beordert beim Wachbataillon beim Bundesministerium der Verteidigung.
Alexander Slotty ist Mitglied im Aufsichtsrat der Berlinovo Immobilien Gesellschaft mbH und stellvertretender Aufsichtsratsvorsitzender der landeseigenen Wohnungsunternehmen degewo und HOWOGE.

## Politik
Im Jahr 2002 trat Slotty im Alter von 18 Jahren der SPD bei. In der SPD Wiesbaden war er zunächst u. a.  Schatzmeister und Ortsvereinsvorsitzender. 2018 wurde er Mitglied im Kreisvorstand der SPD Berlin-Mitte. Bei der Berlin-Wahl 2021 kandidierte Slotty zur Bezirksverordnetenversammlung im Bezirk Mitte auf Listenplatz 19, verfehlte jedoch den Einzug.
Am 24. Dezember 2021 wurde Slotty im Senat Giffey zum Staatssekretär für Bildung in der Berliner Senatsverwaltung für Bildung, Jugend und Familie ernannt. Seine Ernennung war beim Tagesspiegel umstritten, der Journalist Lorenz Maroldt befand seinerzeit, „mangelnde Fach- bzw. Verwaltungserfahrung könnte vor allem im Bereich Bildung“ zum Problem werden. Im Februar 2023 hingegen schrieb die Bildungsjournalistin derselben Tageszeitung, Susanne Vieth-Entus, Schulleitungen und Mitarbeiter der Verwaltung lobten „Slottys schnelle Einarbeitung in das schwierigste Senatsressort Berlins und seinen Pragmatismus“.
Mit dem Zusammentreten des Senates Wegner wechselte er am 28. April 2023 als Staatssekretär in die Senatsverwaltung für Stadtentwicklung, Bauen und Wohnen, wo er das Fachgebiet Bauen verantwortet.

## Positionen
Nachdem 2014 im Volksentscheid eine Mehrheit gegen die Bebauung des Tempelhofer Feldes gestimmt hatte, sprach sich Slotty im September 2024 im Rahmen einer möglichen Randbebauung für die Entwicklung von Flächen des Tempelhofer Feldes und deren Bebauung durch private Immobilienunternehmen aus. Damit vertrat er laut eigenen Angaben eine „Einzelmeinung“ innerhalb von Partei und Senat, die zum Zeitpunkt lediglich eine Randbebauung durch landeseigene Wohnungsunternehmen und gemeinnützige Genossenschaften durchsetzen wollten. Er bedauerte zudem, dass das Land Berlin zuletzt festgelegt hatte, auch für Wohnungsbaumaßnahmen keinerlei öffentliche Flächen mehr verkaufen und lediglich in Ausnahmefällen per Erbbaurecht vergeben zu wollen, obwohl landeseigene Wohnungsunternehmen auch weiterhin mit privaten Entwicklern auf landeseigenen Grundstücken bauen. Senator Christian Gaebler stellte kurz darauf ebenfalls im Tagesspiegel klar, man wolle „keine Änderung der Liegenschaftspolitik und werden keine Flächen an Private veräußern“. In der öffentlichen Debatte sowie im Rahmen des Bundestagswahlkampfes 2025, und obwohl der Bund für die Fläche gar keine Zuständigkeit hat, forderten Bundeskanzler Olaf Scholz und der Kanzlerkandidat der Union, Friedrich Merz, eine weitgehende Bebauung des Tempelhofer Feldes.

## Mitgliedschaften
- Volkssolidarität Landesverband Berlin e.V.
- Arbeiterwohlfahrt Kreisverband Berlin Mitte e.V. (AWO)
- Familienarbeit und Beratung e.V. (FAB)
- Reichsbanner Schwarz-Rot-Gold Bund aktiver Demokraten e.V.
- Sozialdemokratische Partei Deutschlands (SPD)